# Jern(II)fosfat
Jern(II)fosfat eller Jern(II)phosphat, Fe3(PO4)2, er et jernsalt af fosforsyre. Det bruges bl.a. til havebrug til at dræbe mos.
Jern(II)fosfat er tungtopløseligt, hvilket betyder at der kan opløses 1g eller mindre pr. 100 mL vand. Molarmassen af stoffet er 357,478 g/mol.
Fældningsreaktionen mellem Fe2+ og PO43-.
{\displaystyle {\ce {3Fe^{2+}(aq) + 2PO_4^{3-}(aq) -> Fe3(PO4)2(s)}}}

## Reaktion
Jern(II)fosfat dannes i en fældningsreaktion mellem Fe2+ og PO43- og danner Fe3(PO4)2.
Fe2+(aq) + PO43-(aq) → Fe3(PO4)2(s)
| Kemi | Spire Denne artikel om kemi er en spire som bør udbygges. Du er velkommen til at hjælpe Wikipedia ved at udvide den. |